# ロサン・ギェンツェン

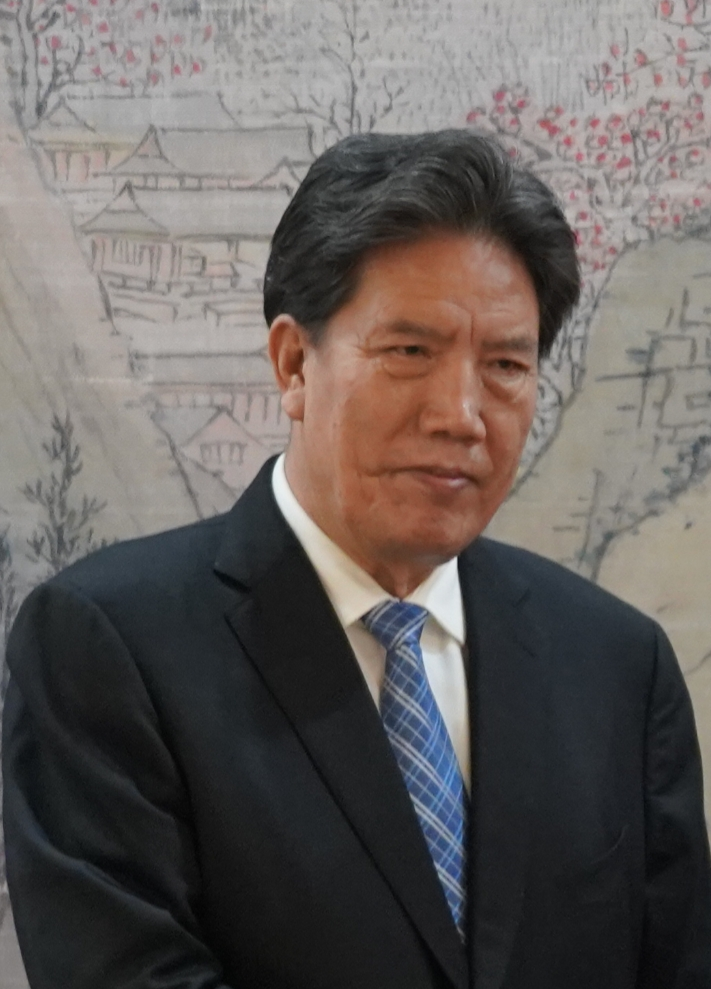

ロサン・ギェンツェン(བློ་བཟང་རྒྱལ་མཚན་, blo bzang rgyal mtshan、中国語: 洛桑江村、1957年-)は、2010年代中期の西蔵自治区人民政府主席（任2012年12月-2017年1月）。

## 略歴
1957年7月 チベット自治区ダクヤプ県に生まれる。
1978年12月 入党
1976年2月 参加工作、中央党校研究生学歴。
1992年11月 チベット自治区ナクチュ地区委副書記、行署専員となる。
1995年6月 チベット自治区ラサ市委副書記となる。
1995年9月 チベット自治区ラサ市委副書記、副市長、代市長を兼任する。
1996年5月 チベット自治区ラサ市委副書記、市長を兼任する。
2003年1月 チベット自治区副主席となる。
2006年10月 チベット自治区党委常委、統戦部部長、自治区副主席を兼任する。
2007年1月 チベット自治区党委常委、統戦部部長、政協副主席、党組副書記を兼任する。
2010年5月 チベット自治区党委常委、統戦部部長、政府常務副主席，政協副主席を兼任する。
2010年7月 チベット自治区党委常委、統戦部部長、政府常務副主席を兼任する。
2010年9月 チベット自治区党委常委、政法委副書記、政府常務副主席を兼任する。
2012年4月 チベット自治区党委常委、政法委常務副書記、政府常務副主席を兼任する。
2012年2月 チベット自治区党委副書記，自治区政府主席を兼任する。
2017年1月 チベット自治区人民代表大会常務委員会主任。
2023年3月10日　全国人民代表大会常務委員会副委員長。